# Drömkejsarfisk
Drömkejsarfisk (Pomacanthus navarchus) är en fiskart som först beskrevs av Cuvier, 1831.  Drömkejsarfisk ingår i släktet Pomacanthus och familjen Pomacanthidae. IUCN kategoriserar arten globalt som livskraftig. Inga underarter finns listade i Catalogue of Life.